# Kashif Bangunagande
Kashif Bangunagande (バングーナガンデ 佳史扶 Bangunagande Kashif?), född 24 september 2001 i Tokyo prefektur, är en japansk fotbollsspelare.
Bangunagande började sin karriär 2018 i FC Tokyo.